# Droppen
Droppen is bij het golfen de bal vastnemen met de handen en de bal met gestrekte arm weer naar beneden laten vallen. Indien de golfbal na het spelen van de slag niet wordt teruggevonden door de speler mag een bal worden gedropt. 

## Voorwaardes droppen
- De golfbal moet gedropt worden binnen twee clublengtes (dit is tweemaal de afstand van de langste club in je tas).
- De golfbal mag niet dichter bij de hole worden gedropt.
- Als er een ‘dropping zone’ (door een bord gemarkeerde zone) in de buurt is waar de golfbal verloren is, mag deze in die zone worden gedropt.

## Strafpunten
Meestal krijgt men een strafpunt als men een golfbal dropt. Het droppen telt dan dus eigenlijk als een slag.
Dit is het geval wanneer men dropt aan een waterhindernis of wanneer de bal onspeelbaar is.

## Uitzonderingen
- Indien de golfbal terechtkomt op een plaats waar blauwe paaltjes staan mag men de bal zonder strafpunt droppen. Omdat deze plaats hersteld wordt en dus normaal gezien bespeelbaar is.
- Men mag de golfbal ook droppen zonder strafpunt als deze tegen een vast, door mensen geplaatst voorwerp, ligt.